# Дворцовый переворот 1762 года
Переворот 28 июня (9 июля) 1762 года — один из дворцовых переворотов в России XVIII века, в результате которого был свергнут император Пётр III и на престол взошла его супруга Екатерина II.

## Причины
Вступив на трон после смерти Елизаветы Петровны в 1761 году, Пётр III осуществил ряд действий, вызвавших отрицательное отношение к нему офицерского корпуса и подозрения в предательстве национальных интересов:
- Отказ от всех русских завоеваний в ходе Семилетней войны: Пётр заключил невыгодный для России мирный договор с Пруссией и вернул ей захваченные земли, включая Восточную Пруссию, тем самым обессмыслив все понесённые русской армией в ходе войны потери.
- Подготовка к династической войне с Данией за Шлезвиг: Вместе с тем новый император вознамерился втянуть Россию в новую войну, которую офицерство находило бессмысленной. В союзе с Пруссией он собирался выступить против давней союзницы России, Дании, с целью вернуть отнятый у его предков Шлезвиг, причём сам намеревался выступить в поход во главе гвардии.
- Непочтительное отношение к православной церкви: Пётр объявил о секвестре имущества Русской церкви, отмене монастырского землевладения и делился с окружающими планами реформы церковных обрядов и запрета использования икон.

Сторонники этого переворота не желали участвовать в малопристойных развлечениях, к которым был склонен император, и при его взбалмошном характере не чувствовали уверенности в завтрашнем дне. Служившие во дворце солдаты позднее в кабаках делились весьма неблагоприятными впечатлениями от особы нового правителя. Позднее в мемуарной литературе его обвиняли также в невежестве, слабоумии, нелюбви к России, полной неспособности к правлению. На его фоне выгодно смотрелась Екатерина — умная, начитанная, исправно посещавшая церковные службы и доброжелательная к высшей аристократии супруга, подвергающаяся преследованиям мужа.
Екатерина, довольно подробно описавшая подготовку заговора в своих мемуарах, ощущала всю шаткость своего положения. Супруг открыто говорил, что собирается развестись с ней, чтобы жениться на своей фаворитке Елизавете Воронцовой. Он грубо обращался с женой, а 30 апреля  во время торжественного обеда по случаю заключения мира с Пруссией случился прилюдный скандал. Император в присутствии двора, дипломатов и иностранных принцев крикнул жене через весь стол «folle» (дура); Екатерина заплакала. Поводом к оскорблению стало нежелание Екатерины пить стоя провозглашённый Петром III тост. Неприязнь между супругами достигла апогея. Вечером того же дня он отдал приказ её арестовать, и только вмешательство фельдмаршала Георга Гольштейн-Готторпского, родного дяди Екатерины, брата её матери, спасло Екатерину.

## Заговорщики
Наиболее активное участие в подготовке заговора приняли Екатерина II (жена Петра III), трое братьев Орловых (из которых старший был любовником Екатерины и отцом её ребёнка[какого?]) и гвардейские офицеры — измайловцы братья Рославлевы и Ласунский, преображенцы, Пассек, Бредихин, Чертков и другие. Среди высших сановников империи самыми предприимчивыми заговорщиками были Н. И. Панин, воспитатель малолетнего наследника Павла Петровича, и будущий московский губернатор М. Н. Волконский. В последний момент начинание поддержал и К. Г. Разумовский, гетман Войска Запорожского, президент Академии наук, любимец своего Измайловского полка.
Свержение Петра III не обошлось без иностранного участия. Как пишут А. Труайя и К. Валишевский, планируя свержение супруга, Екатерина обратилась за деньгами к французам и англичанам, намекнув им на то, что собиралась осуществить. Французы с недоверием отнеслись к её просьбе одолжить 60 тысяч рублей, не поверив в серьёзность её плана, но от англичан, которым принадлежал Ганновер, и которые отстаивали интересы своего союзника — прусского короля, часть земель которого оккупировал Пётр III, а под предлогом похода в Данию требовавший передать ему и крепости ещё не оккупированной русскими части Пруссии, через купца Фельтена и пьемонтца Одара (которого иностранцы считали «секретарём» и «опорой» заговора) она получила 100 тысяч рублей, что в последующем, возможно, повлияло на её отношение к Англии и Пруссии — она вывела русские войска из Пруссии.
- Рославлев, Николай Иванович, премьер-майор Измайловского полка.
- Рославлев, Александр Иванович, капитан Измайловского полка.
- Ласунский, Михаил Ефимович, капитан Измайловского полка.
- Голицын, Пётр Алексеевич, капитан Измайловского полка.
- Похвиснев, Михаил Семёнович, капитан Измайловского полка.
- Вырубов, Пётр Иванович, капитан-поручик Измайловского полка.
- Обухов, Иван Васильевич, капитан-поручик Измайловского полка.
- Всеволожский, Сергей Алексеевич, прапорщик Измайловского полка.
- Всеволожский, Илья Алексеевич, прапорщик Измайловского полка.
- Орлов, Алексей Григорьевич, капитан Преображенского полка.
- Пассек, Пётр Богданович, капитан-поручик Преображенского полка.
- Бредихин, Сергей Александрович, капитан-поручик Преображенского полка.
- Баскаков, Михаил Егорович, капитан-поручик Преображенского полка.
- Протасов, Григорий Григорьевич, поручик Преображенского полка.
- Чертков, Евграф Александрович, поручик Преображенского полка.
- Дубянский, Захар Фёдорович, поручик Преображенского полка.
- Ступишин, Иван Васильевич, поручик Преображенского полка.
- Колышкин, Николай Иванович, поручик Преображенского полка.
- Ребиндер, Иван Михайлович, поручик Преображенского полка.
- Талызин, Александр Фёдорович, поручик Семёновского полка.
- Орлов, Фёдор Григорьевич, поручик Семёновского полка.
- Хитрово, Фёдор Алексеевич, секунд-ротмистр Конного полка.
- Ржевский, Александр Ильич, секунд-ротмистр Конного полка.
- Несвицкий, Иван Васильевич, секунд-ротмистр Конного полка.
- Мусин-Пушкин, Валентин Платонович, секунд-ротмистр Конного полка.
- Пушкин, Михаил Алексеевич, капрал Конного полка.
- Потёмкин, Григорий Александрович, вахмистр Конного полка.

В день переворота к ним присоединились:
- Разумовский, Кирилл Григорьевич, полковник Измайловского полка.
- Вадковский, Фёдор Иванович, подполковник Семёновского полка.
- Волконский, Михаил Никитич, подполковник Конного полка.
- Бибиков, Василий Ильич, капитан-поручик Инженерного корпуса.

## Выступление гвардии
К маю 1762 года перемена настроений в столице стала настолько очевидной, что императору со всех сторон советовали предпринять меры по предотвращению катастрофы, шли доносы о возможном заговоре, но Пётр Фёдорович не понимал серьёзности своего положения. В мае двор во главе с императором по обыкновению выехал за город, в Ораниенбаум. В столице было затишье, что весьма способствовало окончательным приготовлениям заговорщиков. Как пишет Е. Р. Дашкова (в то время ближайшая приятельница Екатерины), решительный удар было решено нанести, когда император отбудет с армией к берегам Дании.
Датский поход планировался на июнь. Император решил повременить с выступлением войск, чтобы отпраздновать свои именины. Утром 28 июня 1762 года, накануне Петрова дня, император со свитой отправился из Ораниенбаума, своей загородной резиденции, в Петергоф, где должен был состояться торжественный обед в честь тезоименитства императора. Накануне по Петербургу прошёл слух, что Екатерина содержится под арестом. В гвардии началась сильнейшая смута, а один из участников заговора, капитан Пассек, был арестован по доносу П. Измайлова. Братья Орловы опасались, что возникла угроза раскрытия заговора.
В Петергофе Петра III должна была встречать его супруга, по долгу императрицы бывшая устроительницей торжеств, но к моменту прибытия двора она исчезла. Через короткое время стало известно, что Екатерина рано утром бежала в Петербург в карете с Алексеем Орловым, который приехал к ней с известием, что события приняли критический оборот и медлить более нельзя.
Верные Екатерине офицеры вывели свои гвардейские полки на присягу «Императрице и Самодержице Всероссийской». Меньше всего надежды было на поддержку Конной гвардии, ибо в полку на стороне Екатерины действовали только офицеры с маленькими чинами (в частности, секунд-ротмистр Хитрово и вахмистр Потёмкин). Тем не менее они смогли убедить товарищей присоединиться к перевороту. Вслед за гвардией в короткое время присягнули Сенат и Синод, а также часть населения, после чего гвардия выступила из столицы в сторону Петергофа.

## Арест и гибель Петра III
Дальнейшие действия Петра показывают крайнюю степень растерянности. Отвергнув совет Миниха немедленно направиться в Кронштадт и повести борьбу, опираясь на флот и верную ему армию, размещённую в Восточной Пруссии, он собирался было защищаться в Петергофе в игрушечной крепости, выстроенной для манёвров, с помощью отряда голштинцев. Однако, узнав о приближении гвардии во главе с Екатериной, Пётр бросил эту мысль и отплыл в Кронштадт со всем двором, дамами и пр. Но Кронштадт благодаря расторопности адмирала Талызина к тому времени уже присягнул Екатерине. После этого Пётр совершенно пал духом и, вновь отвергнув совет Миниха направиться к восточнопрусской армии, вернулся 10 июля в Ораниенбаум, где по совету своего любимца М. Измайлова и подписал отречение от престола 12 июля. 
Вскоре после того императора вместе с оставшимся ему верным генералом Гудовичем перевезли 16 июля на Ропшинскую мызу, где он, при не до конца выясненных обстоятельствах, был умерщвлён (см. Смерть Петра III). В своём письме однажды Екатерина указала, что перед смертью Пётр мучился геморроидальной коликой. Далее Петра задушили. После же смерти Екатерина приказала сделать вскрытие, дабы рассеять подозрения об отравлении. Вскрытие показало (со слов Екатерины), что желудок абсолютно чист, что исключает присутствие яда. Есть и факты, указывающие на то, что она знала о готовящемся убийстве Петра III. Так, уже 15 июля, за 2 суток до смерти императора во дворце в Ропше, Екатерина отправила к нему врача Паульсена, и как пишет Н. И. Павленко, «показателен факт, что Паульсен был отправлен в Ропшу не с лекарствами, а с хирургическими инструментами для вскрытия тела».

## Вступление на престол Екатерины
После отречения мужа Екатерина Алексеевна вступила на престол как царствующая императрица с именем Екатерины II, хотя, судя по сведениям, всплывшим при расследовании в 1763 году хитровского заговора, изначально она была готова довольствоваться ролью правительницы (регента) при малолетнем сыне.
В манифесте о вступлении на престол основанием для смещения Петра указывались попытка изменить государственную религию и мир с Пруссией. Для обоснования собственных прав на престол (а не наследника Павла) Екатерина ссылалась на «желание всех Наших верноподданных явное и нелицемерное». 22 сентября (3 октября) 1762 года она была коронована в Москве. Как охарактеризовал её воцарение В. О. Ключевский, «Екатерина совершила двойной захват: отняла власть у мужа и не передала её сыну, естественному наследнику отца».
Вскоре после узурпации Екатериной престола ею были устранены остальные претенденты — содержавшийся в темнице Иван VI в 1764 г. и самозванка Тараканова в декабре 1775 г. Однако призрак покойного мужа не давал ей покоя: в 1773 году чудесно спасшимся императором Петром провозгласил себя донской казак Емелька Пугачёв. Пугачёвщина зажмёт в тиски Приволжье, Прикамье и Урал, продлится без малого 1 год и 4 месяца, кончившись казнью самозванца на Болотной площади.
Поскольку свержение Петра III пришлось на день бессребреников Кира и Иоанна, в Москве была выстроена церковь в честь этих святых, а княгиня Дашкова нарекла свою новую усадьбу на берегу Финского залива «Кир и Иоанново».

## Особенности
События 28 июня (9 июля) 1762 года имеют существенные отличия от предшествующих дворцовых переворотов; во-первых — переворот вышел за «стены дворца» и даже за пределы гвардейских казарм, обретя невиданную доселе широкую поддержку различных слоёв столичного населения, а во-вторых — гвардия стала самостоятельной политической силой, причём силой не охранительной, а революционной, свергнувшей законного императора и поддержавшей узурпацию власти Екатериной.